# Jindřich Štyrský
Jindřich Štyrský, född 11 augusti 1899 i Dolní Čermná i Österrike-Ungern, död 21 mars 1942 i Prag, var en tjeckisk konstnär, fotograf, typograf, grafisk formgivare, scenograf, poet, skönlitterär författare, förläggare och konstteoretiker. 

## Verksamhet
I unga år influerades Jindřich Štyrský av kubismen, senare under 1920-talet utropade han artificialismen, en egen konstriktning tillsammans med konstnärskollegan Toyen, och 1934 medverkade Štyrský till bildandet av en tjeckisk surrealistgrupp. Han dog i lunginflammation 42 år gammal. 1970 var han en del av Riksutställningars internationellt präglade, svenska vandringsutställning Surrealism?. Tillsammans med Toyen och Jindřich Heisler representerade han där "den tjeckiska surrealistgruppen". Till hundraårsminnet av Štyrskýs födelse utgavs Reprise de vue i Prag, en bok som innehöll 13 tidigare opublicerade fotografier av honom. Dessa hade Toyen anförtrott före sin bortgång åt den franskspråkige, kroatiske exilpoeten Radovan Ivšić som försett dem med dikter. Filmregissören Jan Němec gjorde 2005 den dokumentära spelfilmen Toyen, som delvis skildrar den tjeckiska surrealistgruppen.

## Bokutgåvor
- Emilie Prichazi Ke Mne Ve Snu, privatutgåva i 69 exemplar (Prag: Edice 69, 1933; nyutgåva Prag: Torst, 2001)
  - Emillie Comes to Me in a Dream, en faksimilutgåva av originalet i engelsk översättning med efterord av Bohuslav Brouk (New York: Ubu Gallery, 1997)[13]
- Na jehlách těchto dní, en fotobok med dikter av Jindřich Heisler (privatutgåva 1941; publicerad i Prag: František Borový, 1945)[14]
  - Auf den Nadeln dieser Tage, översättning till tyska av Jean-Boase-Beier & Jindřich Toman (Berlin: Edition Sirene, 1984)
  - On the Needles of These Days, översättning till engelska av samma översättare (Edition Sirene, 1984)[15]
- Reprise de vue, en tvåspråkig volym poesi av Radovan Ivšić på franska och tjeckiska till 13 originalfotografier av Štyrský (Prag: Edice Strelec, 1999)

## Galleri

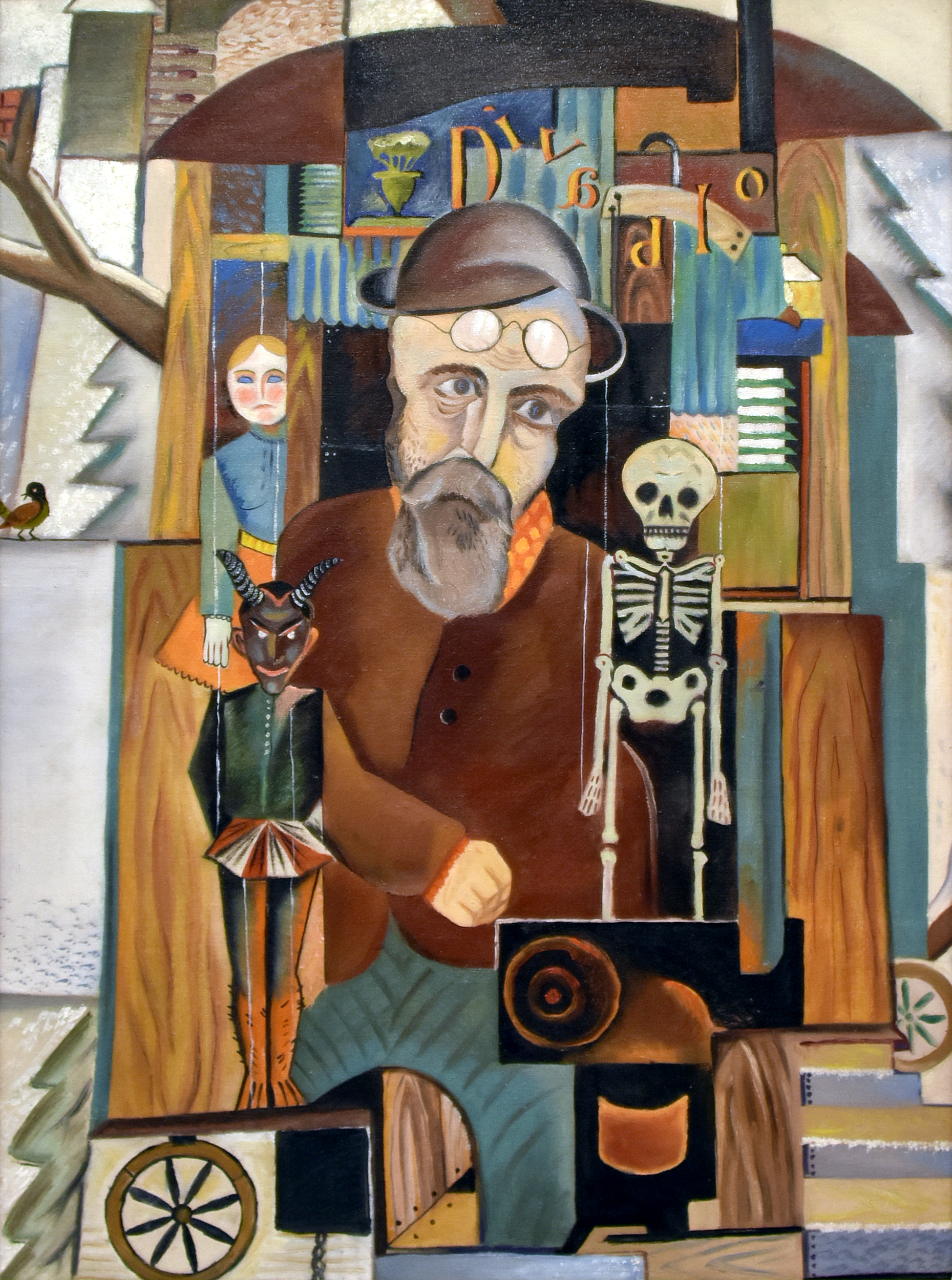
Loutkář (1921) på Nationalgalleriet i Prag.
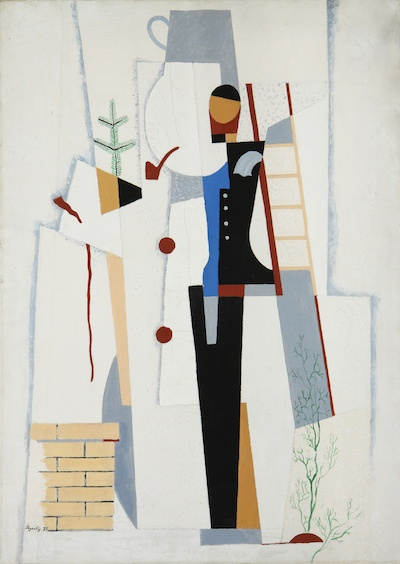
Kominík a sněhulák (1925)
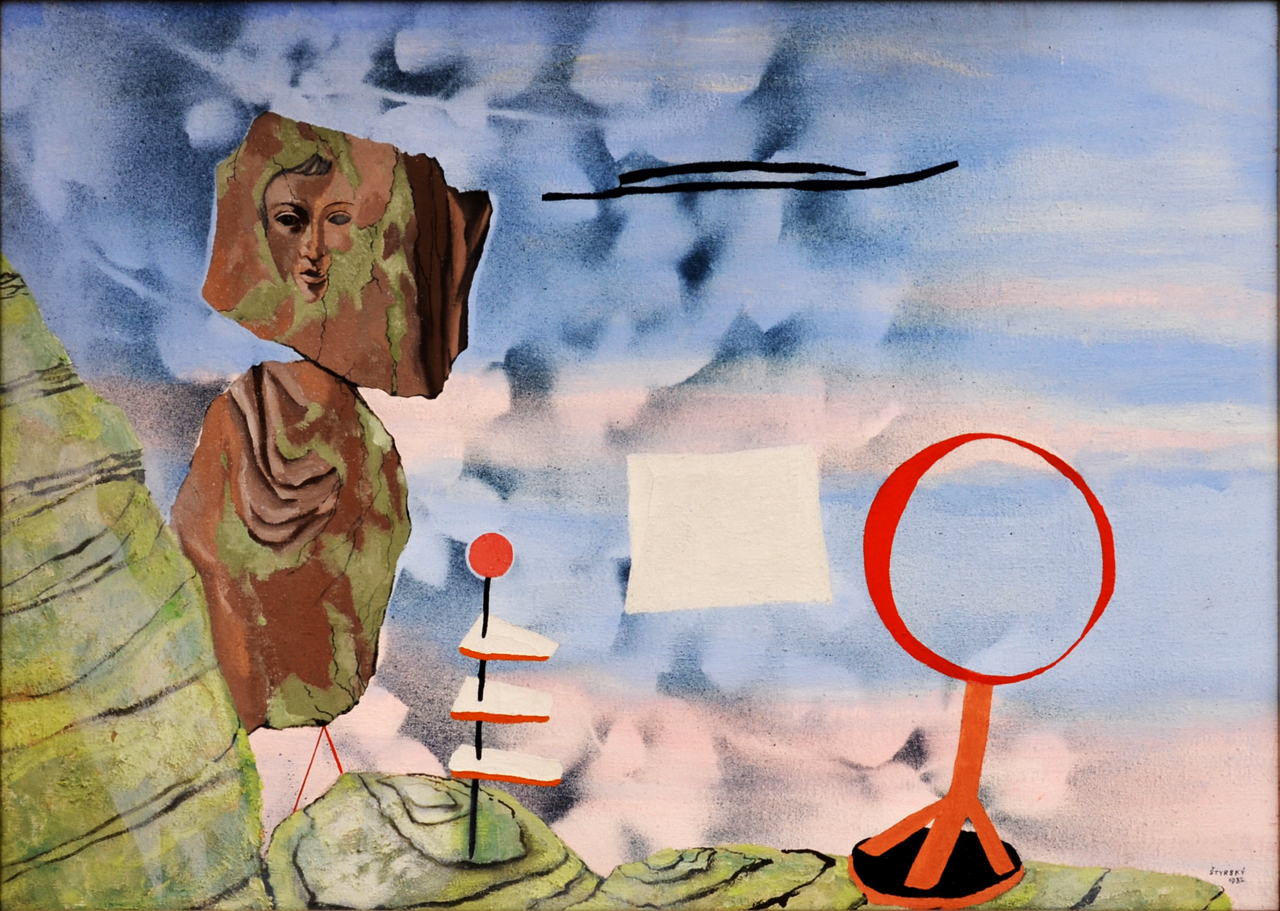
Obraz (1932) på Alšova jihočeská galerie i Hluboká nad Vltavou
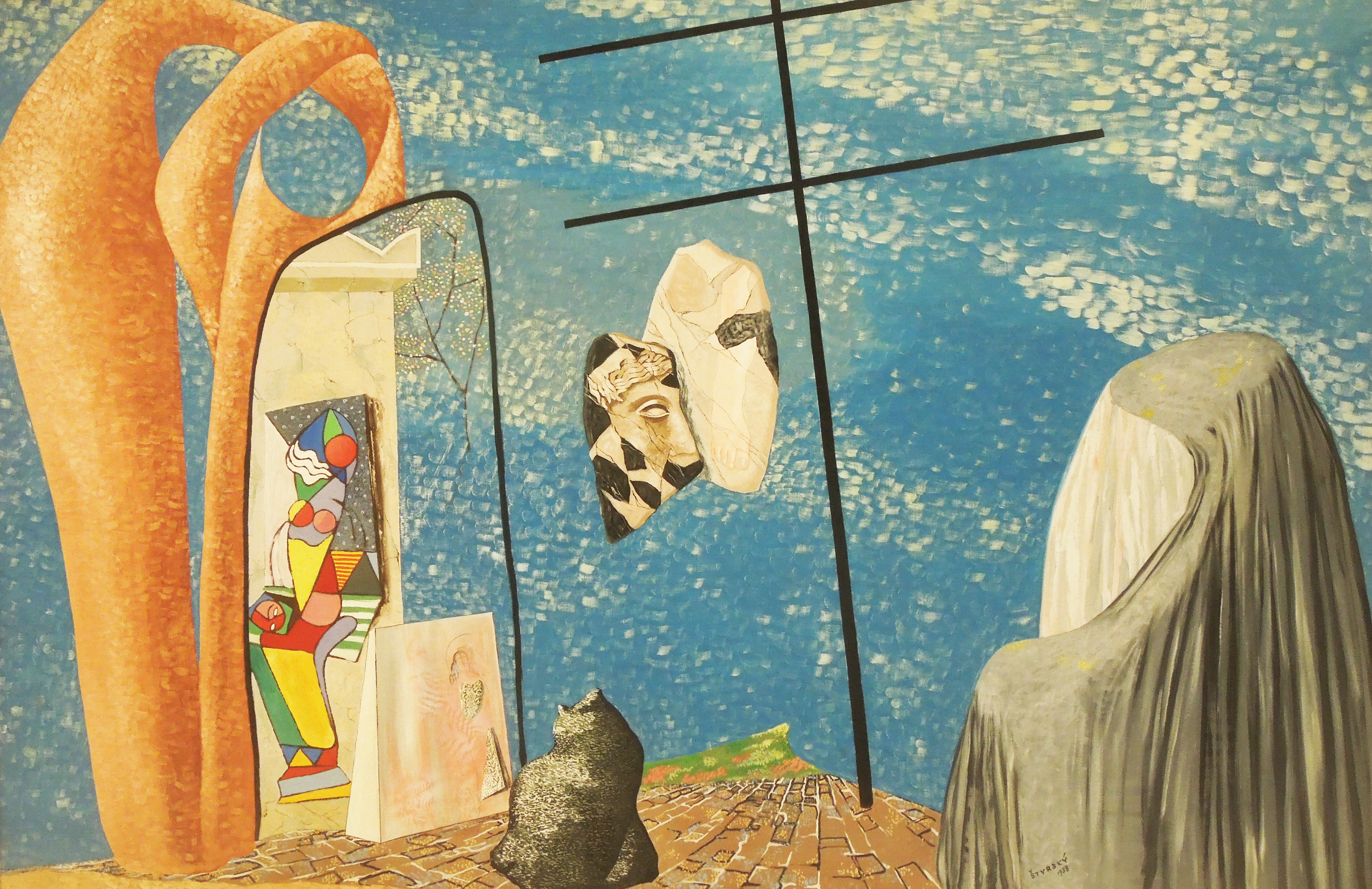
Z mého deníku, olja på duk (1933) på Nationalgalleriet i Prag.
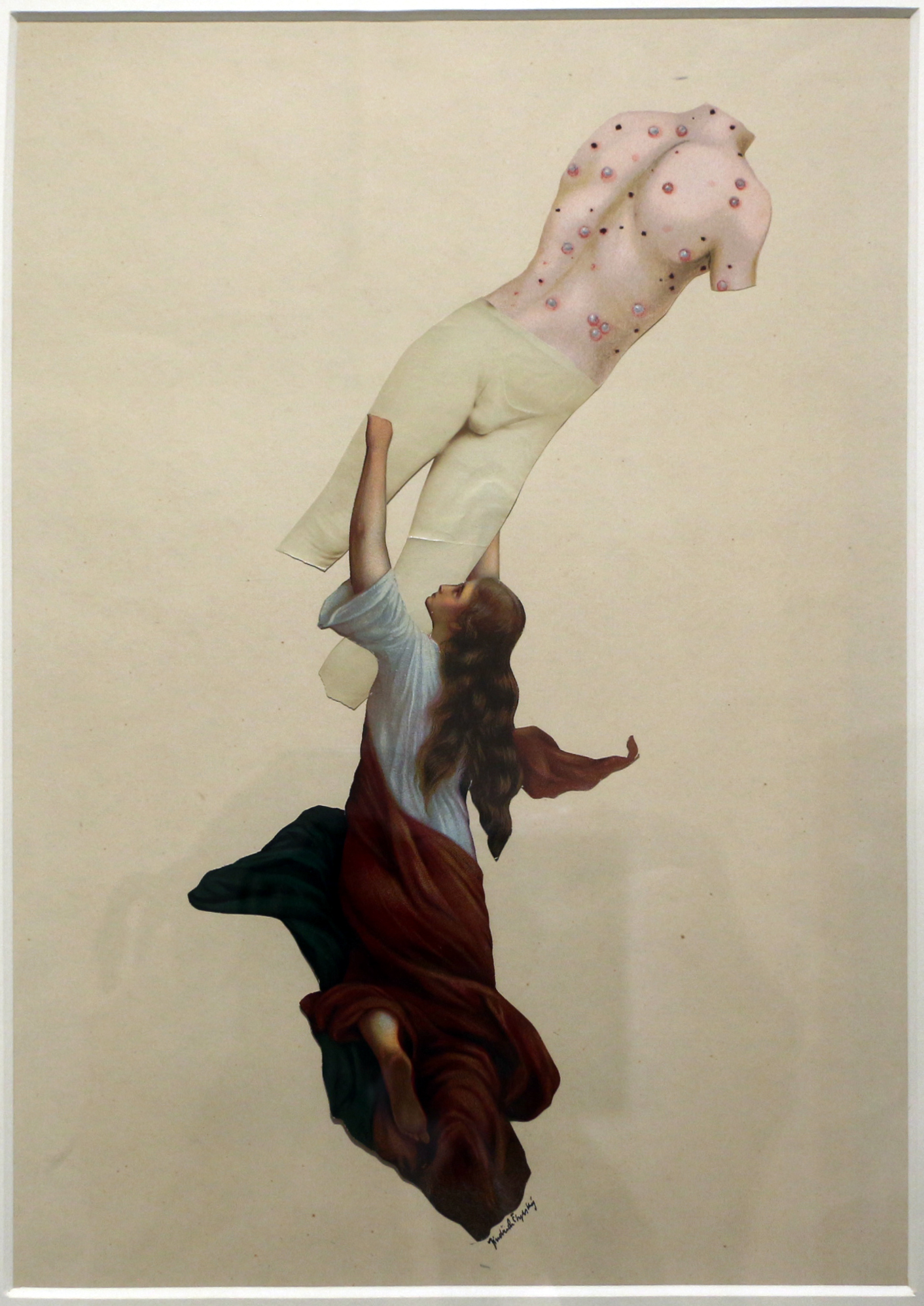
Anděl zahanbuje hruď / L'Ange embarrasse le torse (1934), Museé d'Art Moderne de Paris
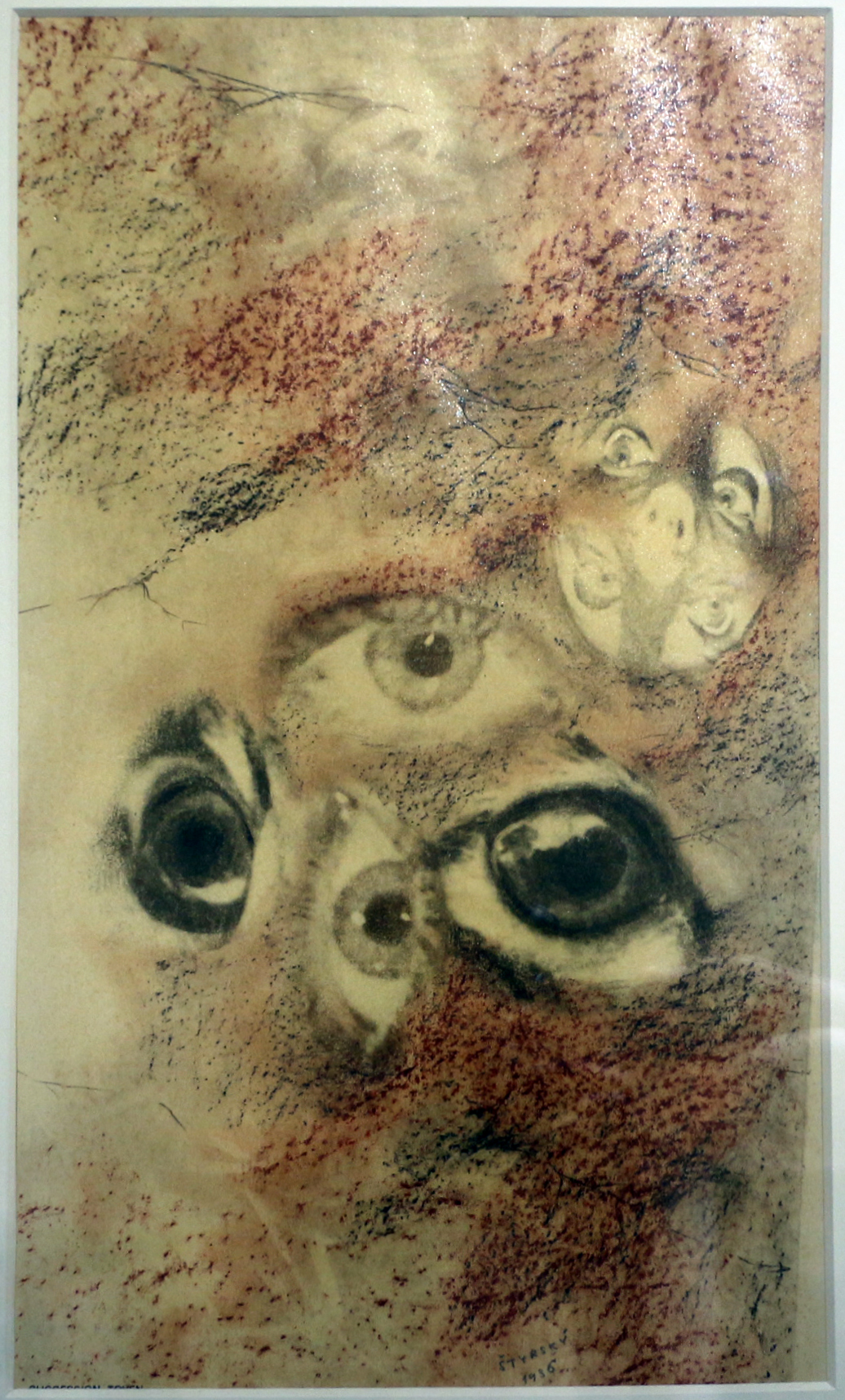
Oči / Les yeux (1936), Museé d'Art Moderne de Paris
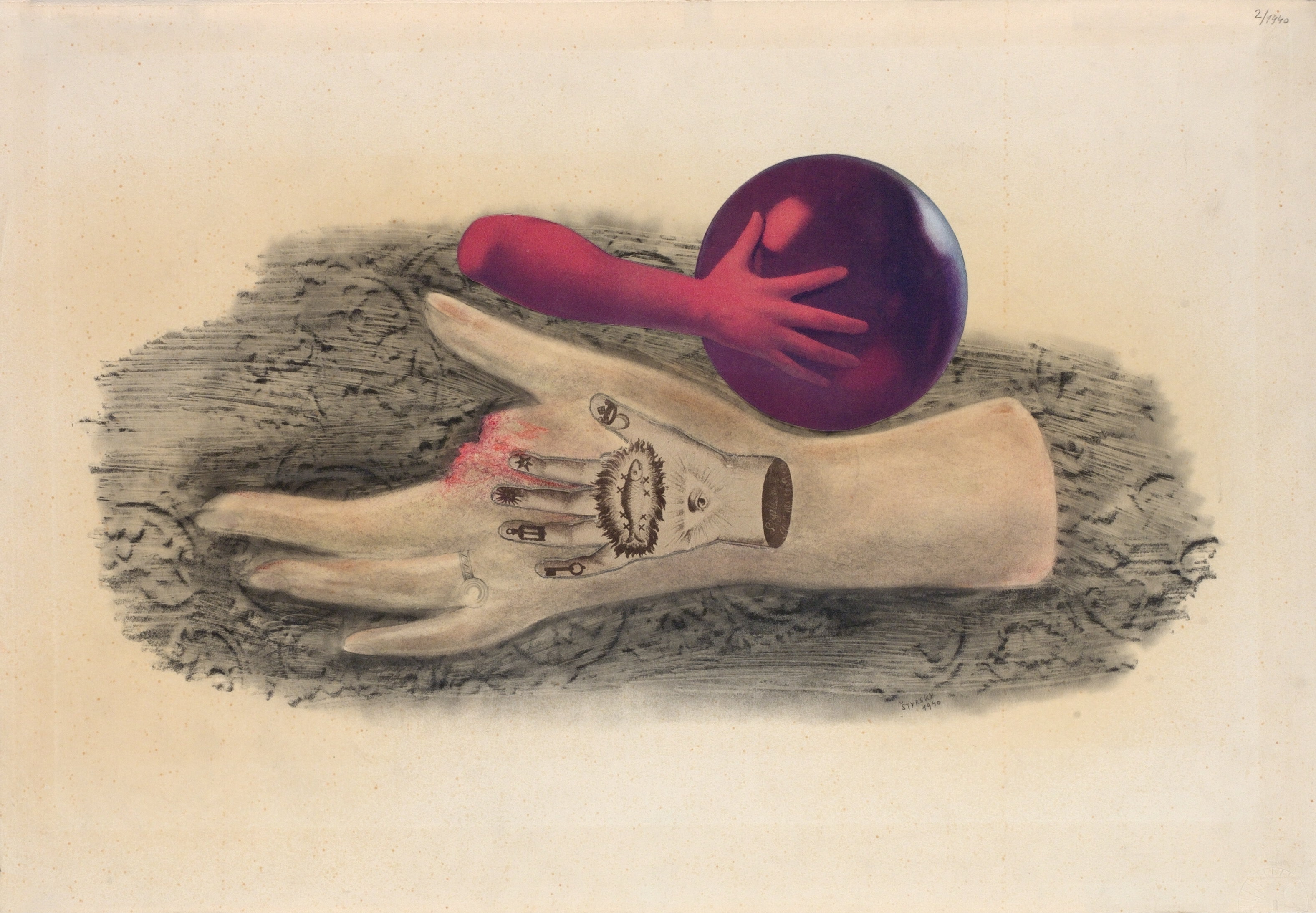
Ruka (1940), penna, färgkritor, frottage, collage, kalkerpapper 305x440 mm (1940) på Nationalgalleriet i Prag.